# Heilige Dreifaltigkeit (Wernigerode)
Heilige Dreifaltigkeit ist ein historischer Bergbaustollen in Wernigerode im Bergrevier Hasserode im Harz. Mit diesem Stollen wurden in der Frühen Neuzeit der vordere Beerberg und das Drängetal bergmännisch aufgeschlossen.

## Geografische Lage
Der Stollen befindet sich im Drängetal unweit der Ortslage von Wernigerode.

## Geschichte
Bereits im 16. Jahrhundert wurde der Heilige-Dreifaltigkeit-Stollen auf einen Gang, auf welchem Kobalterze einbrechen und der quer durch das Dränge- und Thumkuhlental reicht, betrieben. Die dort gefundenen Erze wurden vor allem in der Schmelzhütte am Beerberg, später im Blaufarbenwerk Hasserode, verarbeitet.
1943 wurde das Grubenfeld Heilige Dreifaltigkeit letztmals vom Oberbergamt Clausthal-Zellerfeld verliehen. Nach dem Ende des Zweiten Weltkriegs und der vergeblichen Suche der SDAG Wismut nach Uran, erfolgte die endgültige Einstellung der bergmännischen Nutzung des Stollens, dessen Mundloch verschüttet wurde.